# HEW Cyclassics 1997
La HEW Cyclassics 1997 fou la 2a edició de la cursa ciclista HEW Cyclassics. Es va disputar el dimarts 8 d'abril de 1997. El vencedor fou l'alemany Jan Ullrich, que s'imposà en solitari per davant de Wilfried Peeters i Jens Heppner.

## Resultats
|    | Ciclista                | Equip                  | Temps      |
| -- | ----------------------- | ---------------------- | ---------- |
| 1  | Jan Ullrich (GER)       | Deutsche Telekom       | 4h 10' 04" |
| 2  | Wilfried Peeters (BEL)  | Mapei-GB               | + 7"       |
| 3  | Jens Heppner (GER)      | Deutsche Telekom       | + 9"       |
| 4  | Michael Rich (GER)      | Saeco                  | m. t.      |
| 5  | Mario Kummer (GER)      | Deutsche Telekom       | + 4' 24"   |
| 6  | Sascha Henrix (GER)     | PSV Köln               | + 4' 32"   |
| 7  | Andreas Klöden (GER)    | Deutsche Telekom       | + 4' 43"   |
| 8  | Ludo Dierckxsens (BEL)  | Tönissteiner-Colnago   | m. t.      |
| 9  | Jörn Reuss (GER)        | Agro-Adler Brandenburg | m. t.      |
| 10 | Ralf Schöllhammer (GER) |                        | m. t.      |